# Sztuczny chromosom drożdżowy
Sztuczny chromosom drożdżowy, YAC (od ang. yeast artificial chromosome) - zrekombinowany chromosom drożdży Saccharomyces cerevisiae używany w inżynierii genetycznej, jako wektor do klonowania DNA. W skład wektora wchodzi sekwencja inicjacji replikacji (drożdżową- ars, bakteryją - ori), sekwencje telomerowe, centromer oraz na ogół markery. Replikuje w komórkach drożdży.
Zaletą YAC jest największa pojemność ze wszystkich wektorów do klonowania DNA (np. cDNA), nawet rzędu 3000 kpz, co, w przeciwieństwie do użytkowania jako wektorów np. plazmidów, czy wektorów fagowych, umożliwia klonowanie całych ludzkich genów. 

## Zastosowania YACs
- Badanie zachowania się chromosomów, głównie podczas mejozy
- Dobre (ale mniej stabilne od BAC) wektory dla dużych sekwencji DNA
- Badanie ekspresji genów (tego typu wektory mogą funkcjonować w komórkach ssaków)